# Календарний час діючого фонду свердловин
Календарний час діючого фонду свердловин (рос. календарное время действующего фонда скважин; англ. calendar time of producing well stock; нім. Kalenderzeit f des wirkenden Bestandes von Bohrungen f pl) — загальний час експлуатації і простоїв усіх свердловин, які перебували протягом звітного періоду в діючому фонді.

## Структура календарного часу
Календарний час діючого фонду свердловин підрозділяється в обліку на чотири основні розділи:
- час експлуатації,
- ремонтні роботи,
- ліквідація аварій,
- простої.

Час експлуатації включає в себе час роботи з безпосереднього видобування зі свердловин нафти (рідини) чи газу і час накопичення рідини чи газу при роботі свердловини в режимі періодичної експлуатації.
Час ремонтних робіт діючого фонду свердловин включає в себе час проведення усіх видів ремонтно-ізоляційних робіт у свердловинах, операцій по діянню на привибійну зону, ремонту і заміні наземного і підземного експлуатаційного обладнання (виключаючи роботи з усунення аварій і наслідків стихійних лих); дослідних і експериментальних робіт; освоєння свердловин після здійснення названих робіт.
Простої і аварії, які відбулися під час проведення ремонтних робіт, ураховуються у відповідних розділах балансу календарного часу діючого фонду свердловин. Простої свердловин у зв'язку з ремонтом та зупинкою об'єктів збирання, підготовлення, зберігання і транспортування нафти і газу під час ремонту не включаються і враховуються в балансі кален-дарного часу у розділі «Простої». У розділі «Роботи з ліквідації аварій» ураховується час на проведення робіт з ліквідації аварій з наземним і підземним обладнанням свердловин; з ліквідації на свердловинах наслідків стихійних лих; з освоєння свердловин після виконання названих робіт. Простої, що відбулися під час проведення названих робіт з ліквідації аварії, ураховуються в балансі календарного часу, у розділі «Простої». Простої свердловин у зв'язку з аваріями на об'єктах збирання, підготовки, зберігання і транспортування нафти і газу в час робіт з ліквідації аварій не включаються.

## Баланс календарного часу діючого фонду свердловин
Баланс календарного часу діючого фонду свердловин ведеться систематично (щоденно) по кожній свердловині на основі даних первинного обліку і складається окремо по кожному способу експлуатації і категорії свердловин. Календарний час діючого фонду свердловин ураховується з моменту (дата і час) уведення її в експлуатацію до вибування її з діючого фонду в недіючий чи за межі експлуатаційного фонду (у консервацію, нагнітальні, контрольні та ін.). Якщо ж у свердловині одночасно експлуатуються два чи більше об'єктів (одночасно-роздільна експлуатація), то календарний час діючого фонду ураховується не по об'єктах, а в цілому по свердловині, тобто за кожну добу нараховується 24 свердловино-години календарного часу. Якщо один об'єкт у свердловині експлуатується на нафту, а другий — на газ чи для нагнітання в пласт води, газу та з іншою метою, для об'єкта, який експлуатується на нафту, календарний час ураховується як по одній нафтовій свердловині.